# Marsha Thomason
Marsha Lisa Thomason (Manchester, 19 januari, 1976) is een Brits actrice, die het meest bekend is geworden door haar rol als Nessa Holt in de televisieserie Las Vegas. Haar moeder was Jamaicaans, haar vader Brits.

## Filmografie
- Safe (1993, televisie) - Wendy
- Priest (1994) - verpleegster
- Prime Suspect 5: Errors of Judgment (1996, televisie) - Janice Lafferty
- Brazen Hussies (1996, televisie) - Stripper with fire
- Pie in the Sky (1997) - Sally
- Playing the Field (1998, televisieserie) - Sharon 'Shazza' Pearce
- Where the Heart Is (1997, televisieserie) - Jacqui Richards (I) (Series 2-3 1998-1999)
- Love in the 21st Century (1999, televisieserie) - Louise (episode Threesome)
- Table 12
- Black Knight (2001) - Victoria the Chambermaid/Nicole
- Tug of War (2006) - Sam
- Long Time Dead (2002) - Lucy
- Pure (2002) - Vicki
- The Haunted Mansion (2003) - Sara Evers
- Burn It (2003, televisieserie) - Tina (Series 1) (2003)
- My Baby's Daddy (2004) - Brandy
- The Nickel Children (2005) - Beatrice
- Las Vegas - Nessa Holt (2003-2005)
- The Package (2006) - Melissa
- Caffeine (2006) - Rachel
- The Tripper (2007) - Linda
- Lost (2007 - 2009) - Naomi
- White Collar (2009 - 2014) - Diana Barrigan

- Biblioteca Nacional de España: XX4969425
- Bibliothèque nationale de France: cb14511099x (data)
- Gemeinsame Normdatei: 1151164119
- International Standard Name Identifier: 0000 0001 1592 8336
- Library of Congress Control Number: no2005030178
- Bibliotheek van het Japanse parlement: 00696242
- Nationale Bibliotheek van Tsjechië: xx0185786
- Système universitaire de documentation: 160591775
- Virtual International Authority File: 9573757
- WorldCat: E39PBJyWRKBWdCQBqCWQWPqCwC